# Phalces
Phalces is een geslacht van wandelende takken uit de familie Bacillidae. De wetenschappelijke naam van dit geslacht is voor het eerst voorgesteld door Carl Stål in een publicatie uit 1875. De soorten van dit geslacht komen in Zuidelijk Afrika en op Madagaskar voor.

## Soorten
Het geslacht Phalces omvat de volgende soorten:
- Phalces brevis (Burmeister, 1838)
- Phalces tuberculatus Brock, 2000
- Phalces unilineatus Redtenbacher, 1906